# Savolax
Savolax (finsk: Savo, latin: Savonia) er et historisk landskab i det østlige Finland. Før Finland regnedes som en enhed, var dette et eget område mellem det Egentlige Finland og Karelen. Savolax omfatter en stor del af Indsøfinland med søen Saimen og modsvarer de nyere landskaber Norra Savolax og Södra Savolax. Savolaxdialekten adskiller sig i nogen grad fra det vestlige finske og fra karelsk sprog.

## Skovfinner
I slutningen af 1500-tallet udvandrede mange savolaxere til det mellemsvenske skovområde, Bergslagen og Norrland. Disse såkaldte skovfinner (svensk: skogsfinnar) med ætlinger beholdt mange steder deres kulturelle identitet og deres finske sprog, de sidste i det nordlige og vestlige Värmland. I 1980'erne døde den sidste, der havde finsk som modersmål i Värmland. I 1998 blev skogsfinnarna anerkendte som en national minoritet i Norge.